# 제9전구지원사령부
제9전구지원사령부(9th Theater Support Command)는 일본 열도에 주둔하고 있었던 미국 육군의 전투근무지원을 전담하는 전구지원사령부이었다.

## 역사
최초에 미국 류큐 열도 육군 휘하의 사령부로서 1960년 5월 3일에 오키나와에서 제9군수사령부, 본부로 구상되어 창설되었다. 1961년 3월 15일에 제9군수사령부, 본부 및 본부파견대로 재편성되었다.
미국이 베트남 전쟁에 참전하게 되어 12월에 육군 항공부대가 베트남 공화국에 도착하자, 제9군수사령부는 그들을 지원할 군수지원대를 편성하여 12월 17일에 보냈다. 군수지원대는 개편을 거쳐 베트남 군사원조사령부(MACV)의 주월 미국 육군(USARV)이 되었다.

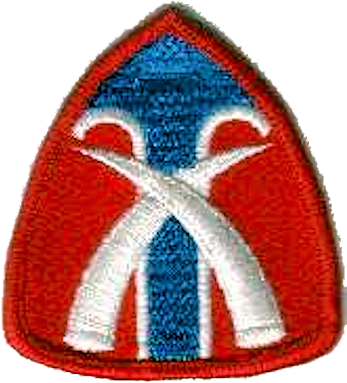
USARSUPTHAI 패치

1962년 5월, 태국 정부의 요청으로 미국은 미국 태평양 육군 예하에 "미국 육군 태국 지원대"(United States Army Support, Thailand (USARSUPTHAI))를 편성하여 파견하였는데, 거기에 지리적 위치가 가까운 제9군수사령부도 포함되었다. 태국으로 건너가 코랏 분지에 있는 코랏에서 제44공병건설단으로 하여금 캠프 프렌드쉽(Camp Friendship)의 건설을 지시하였고, 처음에는 민간 건설 프로젝트를 진행하다가 나중에 JTF-116의 군수지원부대가 되었다.
1970년 6월 12일, 사령부는 캠프 사마에 산(Camp Samae San)에서 해체되었다.
1994년 12월 9일, 캠프 자마에서 제9전구군지역사령부로 재편성 및 재소집되었다. 전날 해체된 제9(IX)군단을 대신하여 주일 미국 육군(USARJ)와 결합하여 주일 미국 육군/제9전구군지역사령부, 본부가 되었다.
2000년 10월 14일, 다구성군 부대로 편성된 제9전구지원사령부로 개편되었다. 제310전구지원사령부의 기능을 병합하고 버지니아주에 주둔하고 있던 제300지역지원단을 배속받았다.
2005년, 주일 미군의 재편성에 따라 포트 루이스의 제1(I)군단이 캠프 자마로 옮겨올 예정이었지만, 주민들의 심각한 반대로 무산되고, 대신 전방사령부를 설치하는 쪽으로 계획이 수정되었다.
홋카이도에 있는 육상자위대의 히가시치토세 주둔지에서 개최된 2005년도 야마사쿠라 46회차 훈련에 참가하였다.
2007년 9월 15일, 제1(I)군단 전방본부가 캠프 자마에 도착한 뒤에 해산하였다.

## 부대

### 제9군수사령부
- 본부 및 본부분견대
- 제44건설공병단 (건설); 1962년 12월, 재소집 ~ 1970년 1월 1일, 해산
- 제519수송대대
- 제57병기중대
- 제207통신중대
- 제281헌병중대
- 제596병참중대
- 제738공병중대
- 제501야전창; 1967년 1월 8일 ~ 1968년 10월 20일, 해산
- 제35재무분견대
- 제70항공분견대
- 제528공병분견대
- 제31야전병원
- 제7항공수송소대; 1968년 ~ 1969년

### 제9전구지원사령부
- 본부 및 본부중대
- 제10지역지원단; 1994년 12월 9일, 전속 ~ 2007년 9월 15일, 제8전구지원사령부로 전속.
- 제17지역지원단; 1994년 12월 9일, 전속 ~ 2002년 10월 16일, USAG 혼슈로 재편성.
- 제300지역지원단; 2000년 10월 14일, 전속 ~ 2007년 9월 15일

## 기록

### 소속
- 미국 류큐 열도 육군, 1960년 5월 3일
- 미국 육군 태국 지원대, 1962년 5월
- 주일 미국 육군, 1994년 12월 9일

### 계보
- 1960년 5월 3일 - Headquarters, 9th Logistical Command (9th LOGCOM)
→제9군수사령부, 본부
- 1961년 3월 15일 - Headquarters and Headquarters Detachment, 9th Logistical Command
→제9군수사령부, 본부 및 본부분견대
- 1994년 12월 9일 - Headquarters and Headquarters Company, 9th Theater Army Area Command (9th TAACOM)
→제9전구군지역사령부, 본부 및 본부중대
- 1994년 12월 9일 - Headquarters, United States Army Jpan/9th Theater Army Area Command
→주일 미국 육군/제9전구군지역사령부, 본부
- 2000년 10월 14일 - 9th Theater Support Command (9th TSC)
→제9전구지원사령부

## 참고
1. ↑  이강호 (2005년 10월 31일). “美육군 1군사령부, 日자마기지로 이전”. 통일뉴스. 2013년 9월 10일에 확인함.
2. ↑  최이락 (2009년 12월 9일). “미, 육군 제1군단 日 자마기지 이전 중지”. 연합뉴스. 2013년 9월 10일에 확인함.
3. ↑  Vince Little (2005년 1월 15일). “Army setting stage for 46th annual Yama Sakura exercise in northern Japan” (영어). 스타스 앤 스트립스. 2016년 12월 21일에 확인함.
4. ↑  Vince Little (2007년 9월 2일). “Army making plans for new I Corps element” (영어). 스타스 앤 스트립스. 2016년 12월 21일에 확인함.

- “9th Theater Support Command”. 《globalsecurity.org》 (영어). 2016년 12월 19일에 확인함.